# Amiota nigrescens
Amiota nigrescens este o specie de muște din genul Amiota, familia Drosophilidae, descrisă de Wheeler în anul 1952. Conform Catalogue of Life specia Amiota nigrescens nu are subspecii cunoscute.